# Escales de l'Arboç
Les Escales de l'Arboç és una obra de Tarragona protegida com a Bé Cultural d'Interès Local.

## Descripció
Característic carrer i escales que comuniquen el Carrer de Sant Domènech amb el dels Ferrers.

## Història
Es coneixen amb aquest nom des del segle XVI i hom suposa que el nom ve donat perquè en aquest carrer tenia la seva casa l'advocat tarragoní Micer Juan Arbós, durant el segle XVI.